# Верх-Киндирла
Верх-Киндирла́ (хак. Чоғархы Киндірлі) — аал в Бейском районе Хакасии.
Расположен в 30 км к юго-западу от райцентра — села Бея, на реке Киндирла, ближе к верховьям реки, в лесостепной зоне.
Численность населения — 272 человек, в основном хакасы (01.01.2004). Год образования аала не установлен. До 1960 Верх-Киндирла относилась к Аскизскому району, а затем была включена в Бейский район. В аале находилась 6-я ферма совхоза «Бондаревский» (зерновое хозяйство, выращивание молодняка крупного рогатого скота).
Работает средняя школа.

## Население
| 2002 | 2010 |
| ---- | ---- |
| 251  | ↘200 |

## Улицы[4]
- Луговая
- Речная
- Центральная